# Внутрішньомолекулярна реакція
Вну́трішньомолекуля́рна реа́кція (рос. внутримолекулярная реакция, англ. intramolecular reaction) — утворення та/або розрив хімічних зв'язків між атомами, які належать тільки до однієї молекулярної частинки. Це перетворення відбувається в межах однієї молекули, її груп або фрагментів (наприклад, за рахунок окисно-відновних процесів, реакцій заміщення або приєднання), що може супроводитись відщепленням певних атомів, циклізацією, виникненням ненасичених зв'язків, переміщенням атомів або груп. До внутрішньомолекулярних реакцій належать також перегрупування.
В ході внутрішньомолекулярного перегрупування переміщувані групи чи фрагменти молекули ніколи не відділяються на незалежні одиниці в стадії перегрупування.